# Regueiro (Bascós)
Regueiro (llamada oficialmente O Regueiro) es una aldea española situada en la parroquia de Bascós, del municipio de Monforte de Lemos, en la provincia de Lugo, Galicia.

## Localización
Se encuentra a una altitud de 344 metros sobre el nivel del mar, al norte de la carretera N-120.

## Demografía
| Gráfica de evolución demográfica de Regueiro entre 2000 y 2020 |
|                                                                |
| Datos según el nomenclátor publicado por el INE.               |